# Vouvray-sur-Huisne
Vouvray-sur-Huisne – miejscowość i gmina we Francji, w regionie Kraj Loary, w departamencie Sarthe.
Według danych na rok 1990 gminę zamieszkiwały 82 osoby, a gęstość zaludnienia wynosiła 25 osób/km² (wśród 1504 gmin Kraju Loary Vouvray-sur-Huisne plasuje się na 1120. miejscu pod względem liczby ludności, natomiast pod względem powierzchni na miejscu 1206.).